# Ритець
Ритець — озеро у Шацькому районі Волинської області України.
Озеро розташоване на північний схід від села Кошари. Площа озера становить 4,2—4,4 га, довжина — 250 м, ширина — 200 м, максимальна глибина, за різними даними, коливається від 3,7 до 6 м.

## Фізико-географічне положення
Озеро Ритець знаходиться на території Шацького національного природного парку. Воно розташоване на північний схід від села Кошари Шацького району Волинської області.
Площа озера становить 4,2—4,4 га, довжина — , ширина — , координати:   51°29'51.36" N  23°40'37.92" E. Максимальна глибина, за різними даними, коливається від 3,7 до .
Озеро Ритець з'єднане каналом Мосціцького з Західним Бугом, через який відбувається стік води.

## Походження
Перед Другою світовою канал копали на замовлення вельможної пані, ім'я якої встановити не вдалося, яка хотіла спустити у Західний Буг воду з озера Пулемецьке і з останнього видобувати сапропель. Тодішній президент Польщі Ігнацій Мосціцькі цьому завадив. Зараз цей канал добряче затягнувся і заріс, та все ще зберігає історію про єдине Полісся, яке тепер розділене кордонами та виконує функцію регулювання води в озері.
Воно є автономним щодо поверхневого сполучення за допомогою каналів з озерами Шацького поозер'я.
 Якщо говорити про генезис озера Ритець, як і всіх озер Шацького національного природного парку, то їх досліджували і українські, і російські, і польські вчені. Але ще й досі вони не дійшли єдиної думки. Одні вважають, що дані озера є залишками древньої великої прісної водойми, так званого Пінського моря, інші вказують на льодовикове, або карстове походження цих водойм.

## Берегова лінія та озерна чаша
Озеро Ритець водойма карстового походження, має типову округлу або так звану овальну форму.
Південний, західний та північний береги озера торф'яні та заболочені, східний та північно-східний береги — піщані, припідняті. Тому саме з цієї сторони озера можна зайти вільно у воду по дні з піщано-мулистими відкладами, яке швидко глибшає. На перший погляд дно має відносно стійку основу, але на глибині 1-1,2 м, що є за 4 м від берега, відчуття, що під ногами коливається дно. Є припущення, що перше дно щодо водного плеса намивається з піщаного берега, прикриваючи шар сапропелю, під яким і є дно озерного ложа.
 З півдня, заходу та півночі озера має обривистий берег, дно вкрите торфовими і сапропелевими мулами.
Озерна чаша вкрита товстим шаром озерного мулу — сапропелю, переважно рослинного походження. Звідси випливають і різні дані щодо максимальної глибини озера, адже підводні джерела, струмені яких відчутні у нижніх шарах, можуть вимивати ями.
Живлення озера здійснюється за рахунок поверхневого, атмосферного стоків та підземних вод.

## Флора
Даний природний об'єкт  практично не зазнає антропогенного навантаження. Поблизу озера немає орних земель, тваринницьких ферм.
Береги озера обрамлені різними видами осоки (осока висока (Carex elata), осока берегова (Carex riparia), осока волотиста (Carex paniculata)), щитник шартрський (Dryopteris carthusiana), вовче тіло болотне (Comarum palustre), крушина ламка (Rhamnus frangula L.), перстач прямостоячий (Potentilla erecta (L.) Hampe), частуха подорожникові або частуха звичайна (Alisma plantago-aquatica), різні види верб (верба попеляста (Salix cinerea L.), верба вушката (Salix aurita L.), верба чорнична (Salix myrtilloides)), вільха чорна (клейка) (Alnus glutinosa), береза пухнаста (Betula pubescens), сосна звичайна (Pinus sylvestris).
Прибережні ділянки  з глибини до зайняті такими видами як осока гостра (Carex acuta), рогіз вузьколистий (Typha angustifolia L.), жабурник звичайний (Hydrocharis morsus-ranae L.), образки болотні (Calla palustris), їжача голівка плаваюча (Sparganium L.), частуха подорожникова, частуха звичайна (Alisma plantago-aquatica), ситяг болотний (Eleocharis palustris), рдесник плаваючий (Potamogeton natans), нитчасті водорості.
На ділянках з глибинами до 1-2 м поширені рдесник плаваючий (Potamogeton natans), рдесник сплюснутий (Potamogeton compressus L.) та латаття сніжно-біле (Nymphaea candida), глечики жовті (Nuphar lutea).
На ділянках з глибинами понад 2 м водяної рослинності не спостерігається, це пов'язане із слабкою прозорістю води, що не дозволяє проникати світловим променям. Прозорість залежить від товщини шару води, через яку проходить світло, від кольоровості і мутності, тобто від вмісту в ній різних барвистих завислих мінеральних і органічних речовин. Отже, придонний шар води і дно не прогріваються розсіяним сонячним світлом, що, в свою чергу, унеможливлює розвиток водяної рослинності.

## Фауна
В озері з іхтіофауни переважають канадський (канальний) сом (Ictalurus punctatus), карась (Carassius carassius), пічкур (Gobio gobio).
Озеро не відзначається багатством водоплаваючих птахів. Тут можна зрідка зустріти таких:  крижень (Anas platyrhynchos), чирок-тріскунок  (Anas querquedula),  лиска (Fulica), звичайний мартин (Larus ridibundus).
Молюски, що зустрічаються в озері: живородка звичайна (Viviparus viviparus), ставковик болотяний (Lymnaea palustris), котушка рогова (Planorbis corneus.
Серед членистоногих найбільш чисельні: бабка (Odonata), жук плавунець облямований (Dytiscus marginalis), водяний скорпіон (Nepa cinerea), плавт (Naucoris cimicoides), ранатра звичайна (Ranatra linearis), водомірка озерна (Gerris lacustris), павук-доломед (Dolomedes fimbriatus).

## Просторовий розподіл рослин у водоймі

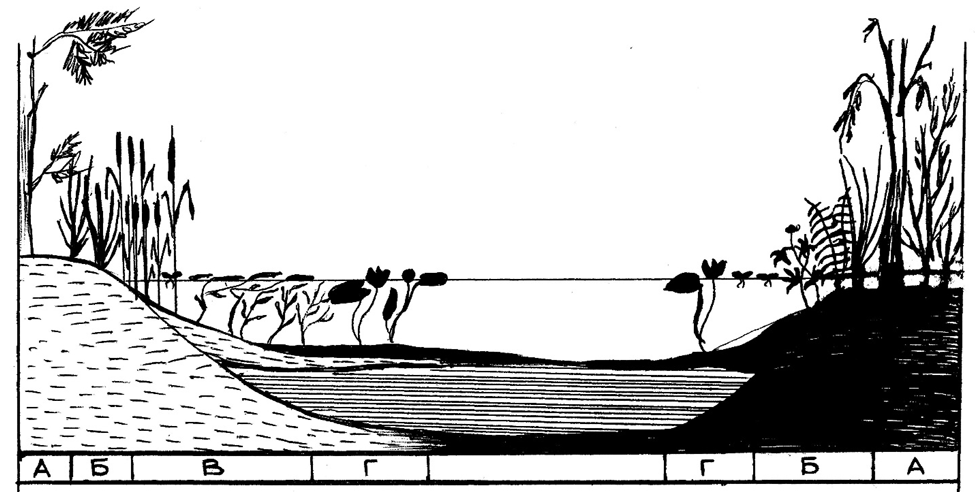
А — пояс деревних порід (сосна звичайна (Pinus sylvestris L.), вільха чорна (клейка) (Alnus glutinosa), береза пухнаста (Betula pubescens), Б — пояс низькорослих повітряно-водних рослин; Б — пояс високорослих повітряно-водних рослин; В — пояс рослин з плаваючими листками.

Визначити тенденції екологічних процесів, що відбуваються в озері, та окремі характеристики її екологічного стану можна не лише за видовим складом рослин-індикаторів, але й за особливостями просторового розподілу рослинних угруповань (фітоценозів). Просторовий розподіл заростей водних рослин у водоймі залежить від багатьох чинників (швидкості течії, характеру ґрунту, глибини, наявності захищених мілководь, рельєфу берегової лінії, вітрохвильового впливу тощо). Озеро Ритець  має стрімке збільшення глибини. У ньому виражені чотири пояси водної рослинності. Перший пояс безпосередньо на прибережних ділянках утворюють низькорослі повітряно-водні рослини: різні види осок, ситняг болотний, їжача голівка пряма, частуха подорожникова. Наступний — пояс високих повітряно-водних рослин — розповсюджений, зазвичай, до глибини і складається з угруповань рогоза вузьколистого, куги озерної. Пояс рослин з плаваючими на поверхні води листками (в інтервалі глибин 0,5-) формують латаття сніжно-біле, глечики жовті, рдесник плаваючий, рдесник сплюснутий.